# Fred Diute
Fred Homer Diute (Binghamton, Nueva York; 9 de enero de 1929-Vero Beach, Florida; 19 de julio de 2004) fue un jugador de baloncesto estadounidense que disputó una temporada en la NBA, además de jugar en el equipo semiprofesinal de los Lenox Merchants. Con 1,93 metros de estatura, jugaba en la posición de alero.

## Trayectoria deportiva

### Universidad
Jugó durante tres temporadas con los Bonnies de la Universidad de St. Bonaventure, en las que promedió 9,5 puntos por partido.

### Profesional
Fue elegido en la vigésimo séptima posición del Draft de la NBA de 1951 por Rochester Royals, pero no fue hasta 1954 cuando fichó por los Milwaukee Hawks, con los que disputó siete partidos, en los que promedió 1,6 puntos y 1,9 rebotes. Jugó además en los Lenox Merchants, un equipo semiprofesional que organizaba partidos en ocasiones contra equipos de la propia NBA.

## Estadísticas de su carrera en la NBA

### Temporada regular
| Temporada | Edad | Equipo          | Liga | P | TIT | MIN  | TC  | TCA | %TC  | 3P | 3PA | %3P | TL  | TLA | %TL  | R.OF. | R.DEF. | REB | ASIS | ROB | TAP | PER | FP  | PTS |
| 1954-55   | 26   | Milwaukee Hawks | NBA  | 7 |     | 10.3 | 0.3 | 3.0 | .095 |    |     |     | 1.0 | 1.7 | .583 |       |        | 1.9 | 0.6  |     |     |     | 1.7 | 1.6 |
| Total     |      |                 | NBA  | 7 |     | 10.3 | 0.3 | 3.0 | .095 |    |     |     | 1.0 | 1.7 | .583 |       |        | 1.9 | 0.6  |     |     |     | 1.7 | 1.6 |